# ドラガン・トミッチ
ドラガン・トミッチ（セルビア語: Драган Томић、1936年 - 2022年6月21日）は、セルビア共和国の政治家。1994年から2001年までは国民議会の議長を、1997年には大統領代理を務めた。後任の大統領はミラノ・ミルティノビッチ。2022年6月21日に死去。